# Somateria mollissima
El eider común (Somateria mollissima) es una especie de ave anseriforme de la familia Anatidae ampliamente distribuida por las regiones costeras árticas y subárticas. Presenta un acusado dimorfismo sexual característico de su género, el macho tiene las alas negras, el cuerpo blanco, parte del cuello verde y un capuchón negro, la hembra, es completamente parda.

## Descripción

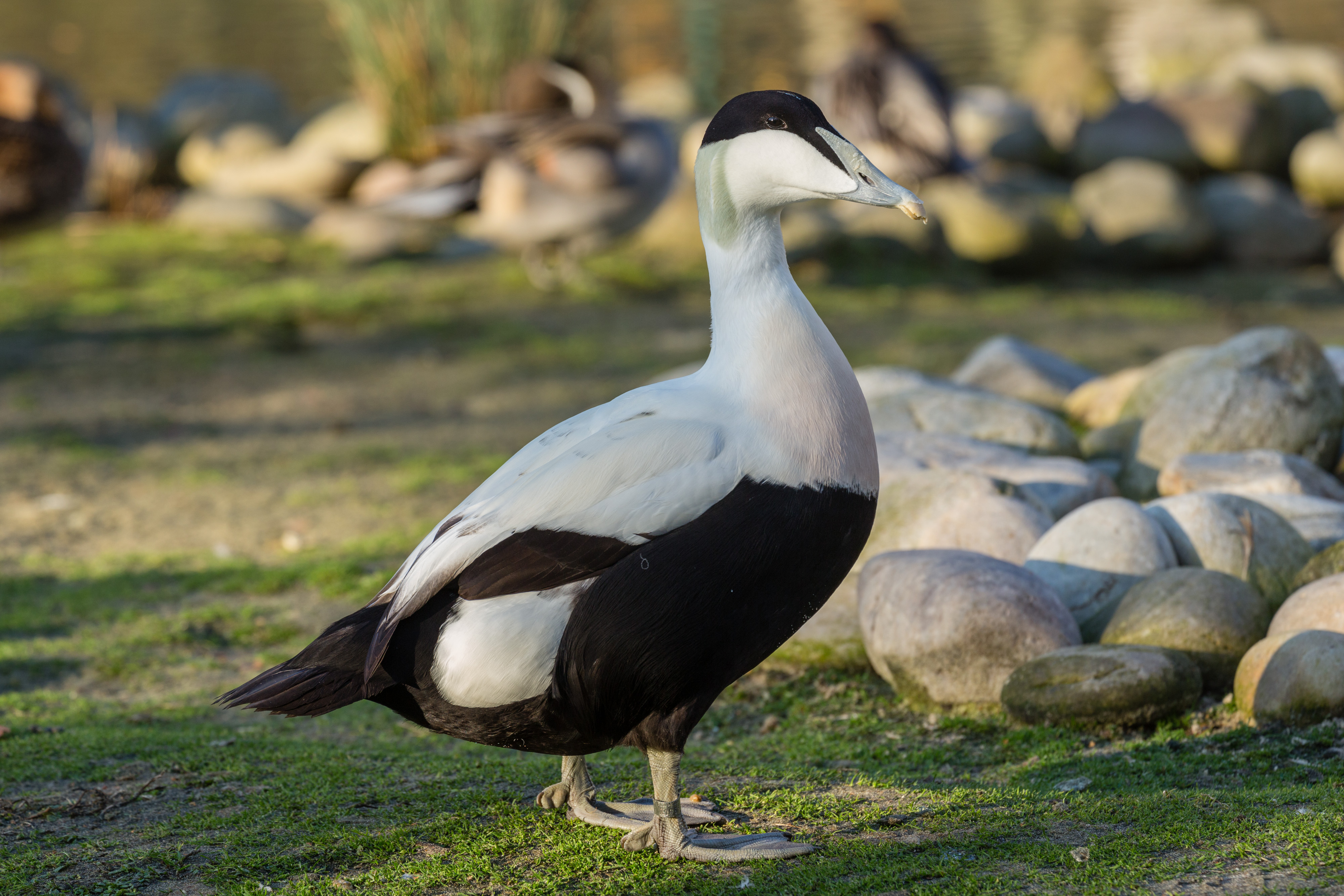
Macho.

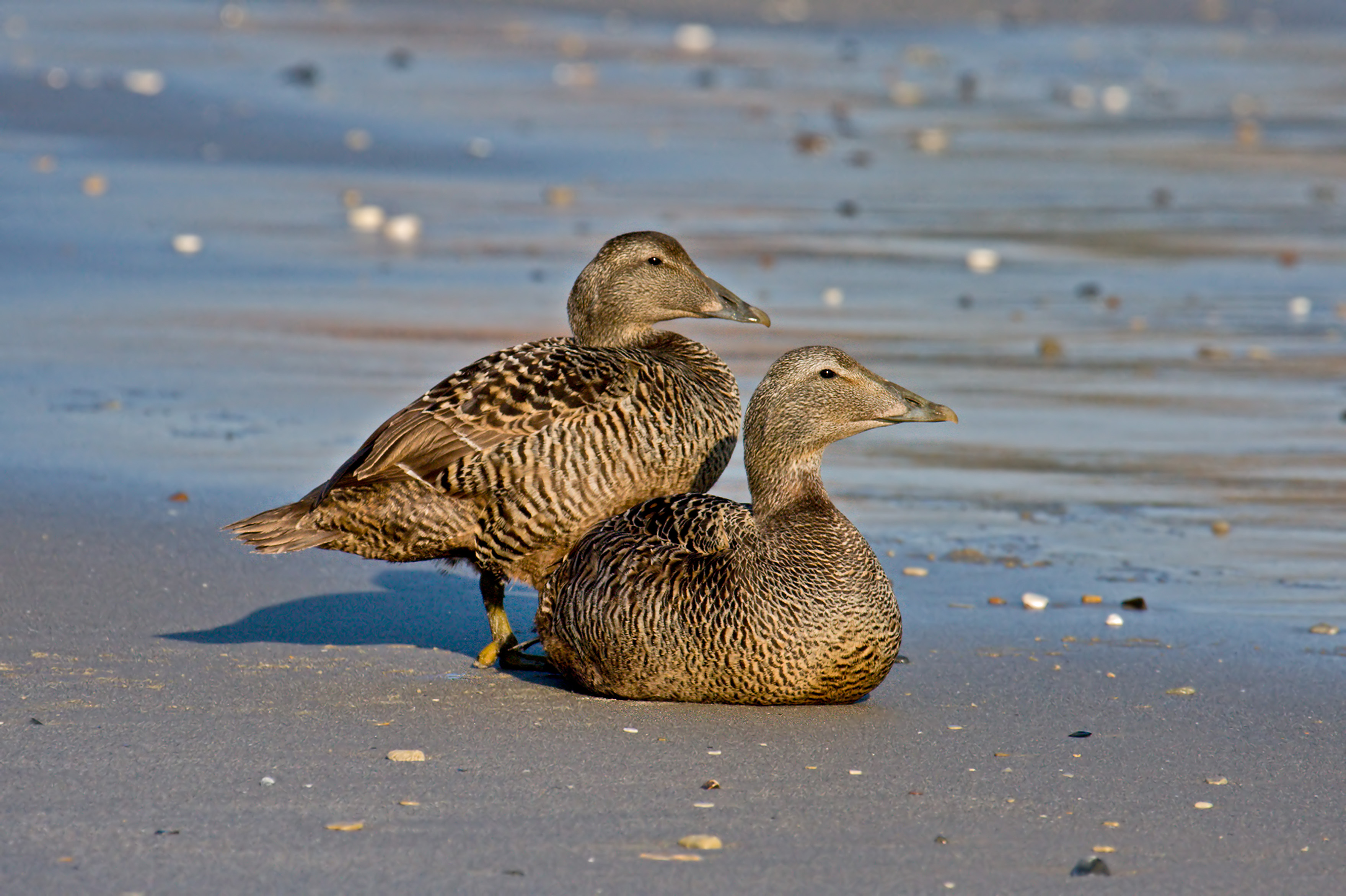
Hembras.

El eider común es el más grande de las cuatro especies de eideres y también es el pato de mayor tamaño de Europa. Además es el pato en el segundo puesto en cuanto a tamaño de Norteamérica, por detrás del pato criollo. Mide entre 50 y 71 cm de largo, pesa entre 0,81 y 3,04 kg y tiene una envergadura alar de 80 y 110 cm. El peso medio de los machos obtenido un estudio con 22 machos del Atlántico norte fue 2,21 kg mientras que el obtenido de 32 hembras fue de 1,92 kg. Se caracteriza por su gran pico en forma de cuña y con los laterales cubiertos por plumas hasta más de la mitad de su longitud. Presenta un notable dimorfismo sexual. El macho es inconfundible con su plumaje negro y blanco y la nuca verde. Sus partes superiores y pecho son blancos, salvo el píleo, obispillo y cola que son negros como las partes inferiores, y la nuca que es de color verde claro. También las plumas primarias y secundarias son negras. Su pico amarillento. La hembra es de color pardo oscuro listado, pero puede distinguirse fácilmente del resto de las hembras de pato por su tamaño y la forma de su cabeza. Los machos en eclipse también se vuelven pardos, aunque conservan parte del blanco de las alas.
El macho emite llamadas de tipo «ah-ooo», mientras que la hembra emite graznidos roncos. 
Los machos de las subespecies de Europa, el este de Norteamérica y Asia/oeste de Norteamérica se diferencian por pequeñas diferencias en el color del plumaje y el pico.

## Taxonomía
El eider común fue descrito científicamente por Carlos Linneo en 1758 en la décima edición de su obra Systema naturae, con el nombre de Anas mollissima, que significa «pato suavísimo». Posteriormente fue trasladado al género Somateria, creado por William Elford Leach en 1819.
Se reconocen seis subespecies:

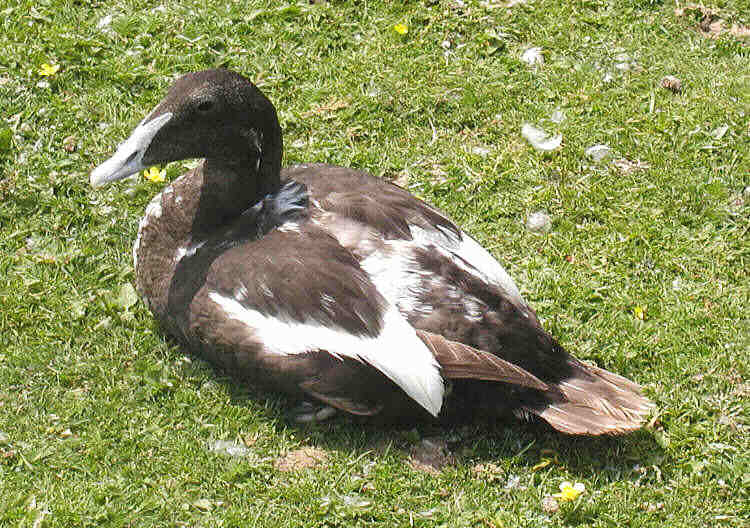
Macho en eclipse.

- Somateria mollissima mollissima - se extiende por las costas del noroeste de Eurasia;
- Somateria mollissima faeroeensis - presente en las islas Feroe;
- Somateria mollissima v-nigra - ocupa ambas costas del Pacífico norte;
- Somateria mollissima borealis - se extiende por el Atlántico norte (noreste de Canadá, Groenlandia e Islandia);
- Somateria mollissima sedentaria - únicamente está en las bahías de Hudson y de James;
- Somateria mollissima dresseri - presente desde Labrador hasta el noreste de Estados Unidos.

## Comportamiento

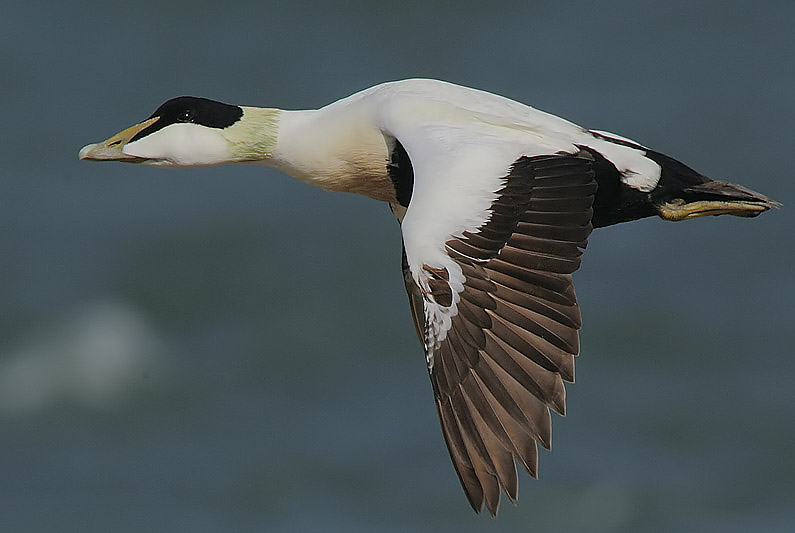
Migran de las costas árticas a las templadas.

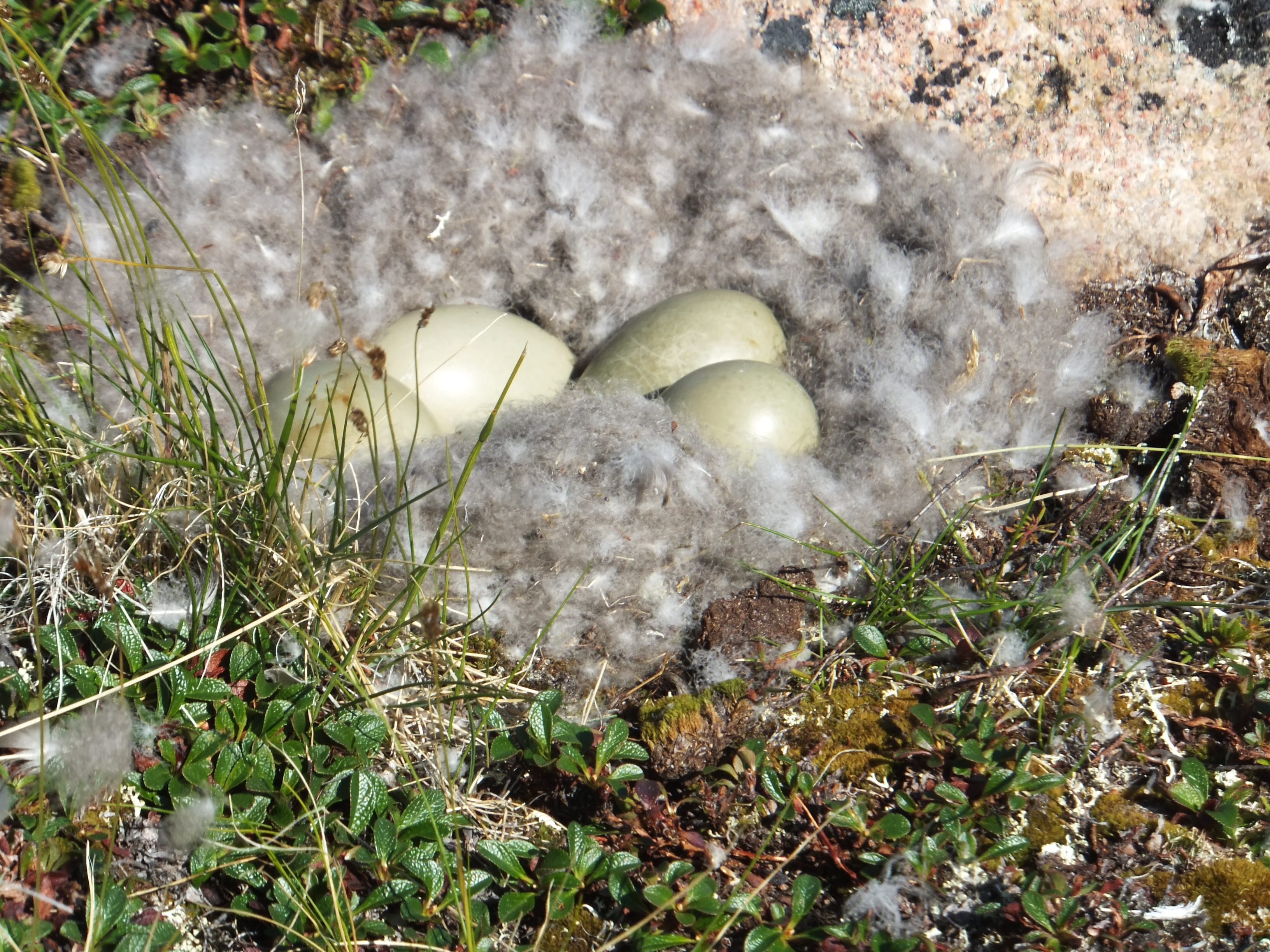
Los nidos de eider están forrados de suave plumón.

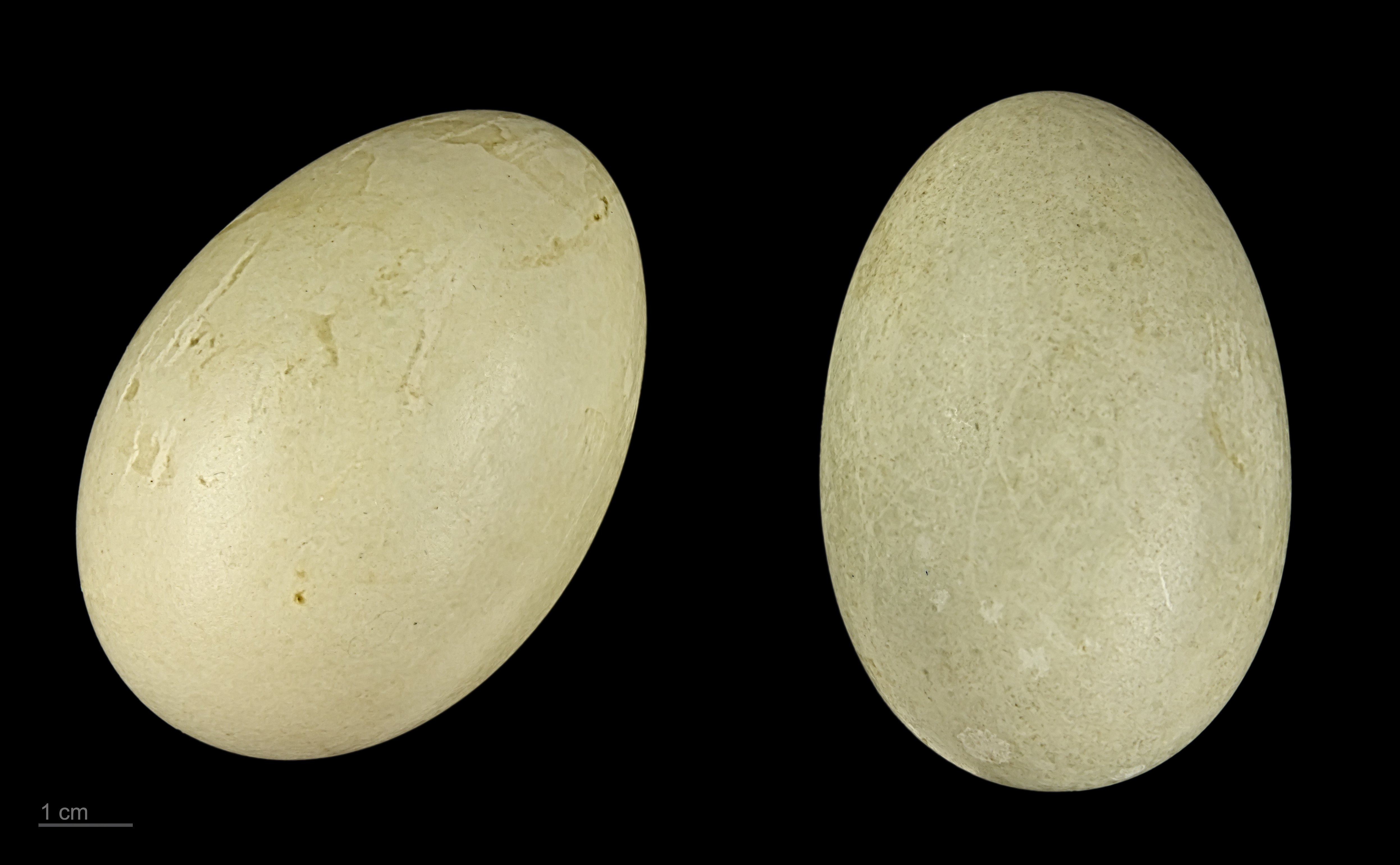
Somateria mollissima - MHNT

El eider común bucea para buscar alimento. Se alimenta de crustáceos y moluscos, y los mejillones son su comida favorita. Los eideres se tragan los moluscos enteros, sus conchas se rompen el su molleja y son excretadas. Cuando come cangrejos les arranca las pinzas y las patas y se los traga de igual forma.
Los eideres crían colonialmente. Anida en islas costeras en colonias que oscilan entre los 100 hasta los 10.000-15.000 individuos. Las hembras con frecuencia muestran un alto grado de filopatría, y regresan a criar a la misma isla donde nacieron. Esto conlleva a un alto grado de relación entre los individuos que anidan en la misma isla y se desarrollan estructuras sociales femeninas basadas en el parentesco. Esta relación probablemente desempeñen un papel en la evolución del comportamiento de cría cooperativa entre los eideres. Ejemplos de estos comportamientos la puesta de huevos en los nidos de hembras emparentadas y la formación de guarderías, donde las hembras de eideres comparten las tareas de cuidado de las crías.
Las hembras de eider construyen su nido cerca del mar y los recubren con el famoso y fino plumón de eider, que se arrancan de su pecho y vientre. Este plumón se ha recolectado tradicionalmente para rellenar almohadas y edredones.